# Anton Reichard von Mauchenheim genannt Bechtolsheim
Anton Reichard Hermann Friedrich Maria Freiherr von Mauchenheim genannt Bechtolsheim (* 9. Juli 1896 in Würzburg; † 9. Februar 1961 ebenda) war ein deutscher General der Artillerie im Zweiten Weltkrieg.

## Leben

### Herkunft
Anton Reichard entstammte der Adelsfamilie von Mauchenheim. Er war ein Sohn des bayerischen Kammerherrn Franz Freiherr von Mauchenheim (1862–1902) und dessen Ehefrau Sophie, geborene Freiin von und zu Guttenberg (* 1871). Sein Onkel war der österreichische General Anton von Bechtolsheim (1834–1904); sein Bruder war der spätere Kapitän zur See der Kriegsmarine Theodor von Mauchenheim (1902–1973).

### Militärlaufbahn
Mauchenheim besuchte zwischen 1905 und 1914 das humanistische Gymnasium in Würzburg. Zu Beginn des Ersten Weltkrieges trat er am 7. August 1914 als Fahnenjunker in das 1. Feldartillerie-Regiment „Prinzregent Luitpold“ der Bayerischen Armee ein. Am 27. März 1916 wurde er zum Leutnant ernannt und verblieb bis zu seiner Verwundung im Frühjahr 1918 als Adjutant in seinem Regiment. Für sein Wirken erhielt er beide Klassen des Eisernen Kreuzes und das Verwundetenabzeichen in Schwarz.
Im Februar 1919 trat er dem Freikorps Epp bei und beteiligte sich an der Niederschlagung der Räterepublik in München. Im Frühjahr 1920 wechselte er in die Reichswehr über und diente bei der Fernsprech-Abteilung 123 der 23. Reichswehr-Brigade. Im Herbst 1921 wechselte er zum 7. Artillerie-Regiment, stieg 1924 zum Oberleutnant auf und absolvierte am 1. Oktober 1926 die Führergehilfenausbildung beim Stab der 7. Division. Am 1. Oktober 1928 wurde er zum Hauptmann befördert und diente dabei in der 3. Batterie des 6. Artillerie-Regiments. Ab Oktober 1929 wechselte er für die nächsten Jahre in  die 3. Abteilung das Truppenamt des Reichswehrministeriums, dazwischen absolvierte er einen einjährigen Artilleriekurs in Fort Sill (USA). Am 1. April 1934 wurde er Chef der 5. Batterie des 7. Artillerie-Regiments, am 1. Oktober des gleichen Jahres trat er in den Stab des Artillerie-Regimentes München ein und wurde am 1. November 1934 zum Major befördert. Am 1. August 1937 zum Oberstleutnant befördert, wurde er am 12. Oktober als Militärattaché in die deutsche Botschaft nach London und später nach Dublin berufen.
Nach Ausbruch des Zweiten Weltkrieges fungierte er ab 3. Oktober 1939 als Erster Generalstabsoffizier (Ia) im Stab der 10. (später) 6. Armee und wurde am 1. Februar 1940 zum Oberst befördert. Am 15. Februar 1941 wurde er Generalstabschef des XXIII. Armeekorps und am 1. Oktober jener des XXIX. Armeekorps an der Ostfront. In dieser Eigenschaft erhielt Mauchenheim am 25. April 1942 das Deutsche Kreuz in Gold. Ende Mai 1942 trat er kurzfristig in Führerreserve, bevor er Mitte Juni 1942 zum Chef des Generalstabes der 1. Armee in Südfrankreich ernannt und am 1. Juli 1942 zum Generalmajor befördert wurde. Am 1. Juni 1943 wurde er zum Generalleutnant ernannt und am 5. November zum Kommandeur der in der Ukraine stehenden 257. Infanterie-Division. Vom 2. Juli bis 1. September 1944 übernahm Mauchenheim die Führung des am oberen Pruth stehenden XXIX. Armeekorps. Vom Dezember 1944 bis zum Kriegsende fungierte er noch als Kommandierender General des in Norwegen stehenden LXXI. Armeekorps und wurde am 1. März 1945 zum General der Artillerie ernannt.
Nach dem Krieg diente er von Mai bis Oktober 1945 als Verbindungsoffizier mit den Alliierten und kam danach bis zum Sommer 1947 in britische Kriegsgefangenschaft. Danach fertigte er kriegsgeschichtliche Studien im Auftrag der „Historical Division“ und absolvierte mehrere Vortragsreisen an US-amerikanischen Militärschulen.
Von Oktober 1957 bis Februar 1961 war er Vorsitzender des Arbeitskreises für Wehrforschung.

### Familie
Seine erste Ehe schloss er am 21. Mai 1919 mit Marie-Gabriele Freiin zu Groenesteyn (* 1900) in München, diese Verbindung wurde 1924 geschieden. Aus seiner zweiten 1930 nahe Stuttgart eingegangenen Ehe mit Erika Maria Freiin von Weißenstein (* 1904) entstammen drei Söhne und eine Tochter.